# Осаму Дадзай
Осаму Дадзай (яп. 太宰治 Дадзай Осаму); настоящее имя Сюдзи Цусима (яп. 津島修治 Цусима Сю:дзи); 19 июня 1909[…], Kanagi, Аомори[…] — 13 июня 1948[…], Митака) — японский писатель, считается одним из выдающихся писателей Японии XX века. Ряд его наиболее популярных произведений, таких как «Заходящее солнце» (яп. 斜陽 Сяё:) и «Исповедь „неполноценного“ человека» (яп. 人間失格 Нингэн сиккаку), считаются в Японии классикой.
На творчество писателя повлияли Рюноскэ Акутагава, Мурасаки Сикибу и Фёдор Достоевский. Дадзай был широко известен в Японии. Его последняя книга «Исповедь „неполноценного“ человека» — самое популярное произведение автора за пределами Японии.

## Биография

### Ранние годы
Дадзай Осаму родился 19 июня 1909 года в городке Канаги (префектура Аомори) в богатой аристократической семье. В 1923 году 14-летним подростком Дадзай поступил в среднюю школу префектуры и, уехав из Канаги, поселился в Аомори у своих дальних родственников. В 1927 году Дадзай уехал в Хиросаки и поступил на филологическое отделение лицея. Ученикам положено было жить в общежитии, но Дадзай снова поселился у родственников. Когда в 1929 году в лицее было обнаружено хищение средств директором, учащиеся под руководством Уэды Сигэхико (Исигами Геничиро) добились его отставки посредством пятидневной забастовки. Хотя Дадзай в стачке участвовал мало, но отобразил случившееся в произведении в духе пролетарской литературы того времени. Он делал ежемесячные пожертвования в размере 10 йен для Коммунистической партии Японии, но в 1932 году полиция принудила его подписать отказ от участия в левом движении.
В марте 1930 года, окончив лицей, Дадзай едет в Токио, где поступает в университет Тэйкоку на факультет французской литературы (по его собственному признанию, вовсе не из любви к французской литературе, а только потому, что на этот факультет принимали без экзаменов). Осенью 1930 года Дадзай завязал роман с гейшей Бэнико (настоящее имя — Ояма Хацуё), это вызвало новый взрыв возмущения семейства Цусима, и в Токио срочно выехал глава семьи. Ко взаимному согласию братья пришли только после того, как Дадзай заявил, что выпишется из семейной книги. Скоро он получил уведомление о своей выписке, а ещё через несколько дней состоялась помолвка, после которой Дадзай предпринял попытку покончить с собой: бросился в море вместе с официанткой из бара на Гиндзе. Его удалось спасти, но девушка погибла.

### Раннее творчество
В феврале 1933 года в воскресном выпуске одной из токийских газет «То-окуниппо» появился рассказ «Поезд» («Рэсся»), получивший первую премию на проводимом этой газетой конкурсе. Рассказ был подписан никому ещё не известным именем — Дадзай Осаму. Это была первая публикация молодого писателя под псевдонимом, под которым он вошёл в историю литературы. Хоть Дадзай и числился студентом, занятия он не посещал. Единственной целью было написать историю своей жизни и умереть. Для книги заранее было придумано название — «На закате дней» («Баннэн»). В марте того же 1933 года в первом номере журнала «Тюлень» («Кайхё») появился ещё один рассказ Дадзая — «Одежда из рыбьей чешуи» («Гёфукуки»), и литературная общественность заговорила о рождении нового оригинального таланта. Вскоре тот же журнал начал публиковать роман «Воспоминания» («Омоидэ»).
В марте 1935 года работа над сборником «На закате дней» была завершена, и, желая сохранить верность своему замыслу, Дадзай предпринимает новую попытку покончить с собой. Попытка самоубийства снова закончилась неудачей. Вернувшись из Камакуры, Дадзай с сильным приступом аппендицита попал в больницу. После операции у него начался перитонит, мучили сильные боли. Ему постоянно кололи обезболивающее, и, выйдя из больницы, Дадзай уже не мог без него обходиться. Ещё в больнице он начал писать повесть «Цветы шутовства» («Докэ-но хана»), которая была опубликована в майском номере журнала «Японский романтизм». В июле того же 1935 года Дадзай переехал в городок Фунабаси префектуры Тиба. Там он прожил год и три месяца. Вскоре после выхода из больницы обнаружилось, что Дадзай нуждается в постоянных дозах наркотика. Вместе с тем это был один из самых плодотворных в творческом отношении периодов в жизни Дадзая. «Когда бы я ни заходил к нему, — вспоминает Асами Дзюн, — он всегда сидел, склонившись над рукописью. Обычно после укола он переживал стремительный взлёт вдохновения. Наверное, он и кололся-то для того, чтобы писать».
В октябре 1936 года Дадзай Осаму, по настоянию своего друга Масудзи Ибусэ, лёг в психиатрическую больницу Мусасино. Проведя там около месяца, он действительно вылечился от наркомании, но впал в состояние глубочайшей депрессии. Выйдя из больницы, Дадзай сразу же начал писать рассказ «Human Lost», в котором впервые возникла тема «потерянного человека», достигшая полноты звучания в одном из последних его творений — «Исповедь „неполноценного“ человека» («Нингэн сиккаку»). Шёл обильный и плодотворный период его творчества, который продолжался до 1945 года. В январе 1939 года Дадзай вступил в брак с Митико Исарой. Молодые супруги сначала жили на родине Митико, в Кофу, но в скором времени переселились в пригород Токио, Митаку.

Ранней весной на 31-м году его жизни мне впервые захотелось стать писателем. Запоздалое желание, если подумать. И я писал изо всех сил в совершенно пустой неуютной комнатёнке пансиона... На этот раз я писал уже не «предсмертное послание». Я писал, чтобы жить
— Дадзай Осаму, «Восемь видов Токио»

### Военные годы
В ноябре 1941 года Дадзая в числе других писателей призвали в действующую армию, но после освидетельствования в соответствующем управлении тут же освободили из-за хронического процесса в лёгких. 8 декабря 1941 годы Япония вступила в войну на Тихом океане. В годы войны, когда многие писатели замолчали, Дадзай продолжал писать. В 1945 году Дадзай начал писать «Сказки» («Отогидзоси»). Весной во время воздушного налёта был разрушен дом в Митаке, и он уехал в Кофу, куда уже раньше отправил жену с детьми (в 1944 году у него родился сын Масаки). Однако очень скоро сгорел и дом в Кофу, после чего Дадзай с семьёй перебрался в Канаги. Больше года прожил он во флигеле своего родного дома. Именно там встретил известие о капитуляции, которое было для него шоком.

### Послевоенное время
В ноябре 1946 года Дадзай вернулся в Токио. К тому времени возобновилась деятельность многих журналов. У Дадзая появляется много заказов, но работает он мало. Только к сорок седьмому году Дадзаю удалось справиться с апатией, и он снова начал писать. Сняв отдельную комнату, он уходил туда с раннего утра и работал часов до трёх. Потом шёл в ближайшее кафе, где его уже ждали друзья. В эти часы он был очень общителен и остроумен. В 1947 году Дадзай написал один из лучших своих рассказов «Жена Вийона» («Биён-но цума») и повесть «Закатное солнце» («Сяё»), которая была напечатана журналом «Синтё» и почти сразу же вышла отдельной книгой. Эта повесть пользовалась огромным успехом у читателей. Появилось даже понятие «сяёдзоку», обозначавшее старые аристократические семейства, постепенно теряющие былое влияние. Персонажи этой повести являются ипостасями его собственной личности: в образе Наодзи находит выражение идея саморазрушения, владевшая им с юных лет, в Кадзуко находят отражение коммунистические идеи, оказывавшие на него столь сильное влияние в юности, в образе Уэхара — усталость и бессилие, овладевшие им в последние годы жизни. В марте 1947 года у писателя родился третий ребёнок, дочь Сатоко, которая впоследствии стала писательницей, работая под псевдонимом Юко Цусима.

### Смерть
Весной 1948 года были созданы повесть «Исповедь „неполноценного“ человека» («Нингэн сиккаку») и рассказ «Вишни» («Ото»). Первые главы повести появились в июньском номере журнала «Тэмбо», но Дадзай покончил с собой, не дождавшись, пока повесть будет опубликована полностью. Дописав «Исповедь…», Дадзай почувствовал себя изнурённым и опустошённым. Его терзала бессонница, обострился процесс в лёгких, открылось кровохарканье. Больной и измученный, он написал свой последний рассказ «Гуд бай» и 13 июня 1948 года вместе с Ямадзаки Томиэ бросился в один из токийских водосборников — Тамагава. На его письменном столе остались: рукопись «Гуд бай» с авторской правкой, письмо-завещание, адресованное жене Митико, игрушки детям и стихотворение Сатио Ито:
Дождик прошёл,

Грязный пруд взбаламутив.

В мутной воде

Не отражаются больше

Волны цветущих глициний.
Тело писателя было найдено только 19 июня. 21 июня в доме Дадзая в Митаке состоялась траурная церемония, а 18 июля прах был захоронен возле храма Дзэнриндзи, рядом с могилой Мори Огая, одного из любимейших писателей Дадзая. День смерти Дадзая Осаму, так называемое «Поминовение вишен» («О:то: ки»), отмечается каждый год 19 июня.

## В популярной культуре
Повесть Дадзая «Исповедь „неполноценного“ человека» была несколько раз экранизирована: фильм режиссёра Гэндзиро Арато, первые четыре серии аниме Aoi Bungaku и множество манг, одна из которых была опубликована в журнале Comic Bunch издательства «Синтёся». Один из основных персонажей во франшизах «Проза бродячих псов», «No Longer Allowed in Another World» и Bungo and Alchemist носит имя писателя и имеет схожие с ним черты.
Эта книга также является центральным произведением в одном из томов японской серии Book Girl, Book Girl and The Suicidal Mime, хотя упоминаются и другие его произведения.